# Stephan de Lippe
Stephan Leopold Justus Richard Prinz zur Lippe (né le 24 mai 1959 à Detmold) est un avocat, conseiller fiscal et homme politique allemand. Il est le fils du prince Armin de Lippe et de la biologiste Traute Becker et dirige la Maison de Lippe depuis la mort de son père en 2015. 

## Famille
Stephan de Lippe, le fils unique de ses parents, est marié depuis le 15 octobre 1994 à Maria de Solms-Laubach (née en 1968), fille du comte Otto de Solms-Laubach et de la princesse Madeleine de Sayn-Wittgenstein-Berleburg. Le couple a cinq enfants, à savoir Bernhard (né en 1995), Heinrich-Otto (né en 1997), Wilhelm (né en 1999), Luise (née en 2001) et Mathilde (née en 2003). La famille vit au château de Detmold.   
Son grand-père est le dernier prince régnant à Detmold, le prince Léopold IV (1871-1949), qui abdique le 12 novembre 1918. À la suite de la révolution de novembre 1918, la principauté de Lippe devient l'État libre de Lippe, qui existe jusqu'en 1947.
Le prince Bernhard des Pays-Bas, époux de la reine Juliana, est le fils du frère cadet de Léopold, Bernard, et donc un cousin issu de germain du prince Stephan.

## Carrière professionnelle
Stephan de Lippe étudie le droit à l'université rhénane Frédéric-Guillaume de Bonn et y réussit son premier examen d'État en droit en 1984. Il étudie ensuite à l'université de Miami grâce à une bourse Fulbright avec une maîtrise en droit (LL.M). Il effectue son stage (de) à Hambourg et le complète en 1989 avec le deuxième examen de droit de l'État avec distinction. En 1992, il réussit également l'examen de conseiller fiscal à Hambourg. Jusqu'en 1996, il travaille comme associé au sein du cabinet d'avocats Wessing à Düsseldorf. Depuis 1996, il dirige son propre cabinet d'avocats à Detmold, spécialisé dans le droit des successions (de) et le droit fiscal (de).  
En outre, Stephan de Lippe gère les propriétés familiales, dont les actifs comprennent certaines parties de la forêt de Teutberg. Le prince de Lippe a acquis une renommée nationale grâce à un différend avec l'État de Rhénanie du Nord-Westphalie, qui souhaitait inclure une grande partie du domaine forestier dans le projet du parc national forestier de Teutberg (de). En 2012, le projet échoue du fait de la résistance du prince de Lippe.  
Après la réunification allemande, il acquiert, entre autres, de vastes terres dans l'ancienne Allemagne de l'Est, notamment la réserve naturelle de Blumenthal (de).

## Engagement politique
Stephan de Lippe est impliqué dans le FDP depuis 2000. Il est membre du conseil du district de Lippe et président de la commission d'audit du district de Lippe depuis 2014. 
Il est également membre du conseil de surveillance de la VerbundVolksbank OWL (de) , membre du conseil d'administration de la Fondation Princesse Pauline (de) et membre du conseil d'administration de l'Association pour la promotion du Théâtre national de Detmold (de).

## Récompenses
En 2016, le prince Stephan de Lippe reçoit le prix allemand pour la protection des monuments (hémisphère d'argent (de)) décerné par le Comité national allemand pour la protection des monuments (de) pour son travail dans la préservation des monuments. En 2013, il a remporté avec Christian Lindner le prix Günther Nolting du FDP. En 2013 également, l'Union des jeunes de l'association du district de Paderborn l'a nommé « Artisan de l'année 2013 ». En 2020, le prince et la princesse de Lippe ont reçu l'Ordre du mérite du Land de Rhénanie du Nord-Westphalie (de) pour leur engagement en faveur de la Croix-Rouge allemande et d'autres projets et fondations caritatifs et sociaux. 